# Мејсио Бастон
Мејсио Бастон (енгл. Maceo Demond Baston; Корсикана, Тексас, 29. мај 1976) је бивши амерички кошаркаш. Играо је на позицији крилног центра. 

## Успеси

### Клупски
- Макаби Тел Авив:
  - Евролига (2): 2003/04, 2004/05.
  - Првенство Израела (3): 2003/04, 2004/05, 2005/06.
  - Куп Израела (3): 2004, 2005, 2006.

### Појединачни
- Најкориснији играч месеца Евролиге (1): 2005/06. (1)
- Најкориснији играч кола Евролиге (5): 2003/04. (2), 2005/06. (3)